# Prvenstvo Anglije 1913
Prvenstvo Anglije 1913 v tenisu.

## Moški posamično
Anthony Wilding :  Maurice McLoughlin, 8-6, 6-3, 10-8

## Ženske posamično
Dorothea Lambert Chambers :  Winifred McNair, 6-0, 6-4

## Moške dvojice
Herbert Barrett /  Charles P. Dixon :  Heinrich Kleinschroth /  Friedrich Wilhelm Rahe, 6–2, 6–4, 4–6, 6–2

## Ženske dvojice
Winifred McNair /  Dora Boothby :  Charlotte Cooper Sterry /  Dorothea Lambert Chambers, 4–6, 2–4, predaja

## Mešane dvojice
Hope Crisp /  Agnes Tuckey :  James Cecil Parke /  Ethel Thomson Larcombe, 3–6, 5–3, predaja